# Cypripedium malipoense
Cypripedium malipoense är en orkidéart som beskrevs av Sing Chi Chen och Zhong Jian Liu. Cypripedium malipoense ingår i släktet guckuskor, och familjen orkidéer. Inga underarter finns listade i Catalogue of Life.